# Pilikwe
Pilikwe är en ort (village) i distriktet Central i Botswana. 